# Slaton, Texas
Slaton là một thành phố thuộc quận Lubbock, tiểu bang Texas, Hoa Kỳ. Năm 2010, dân số của xã này là 6121 người.

## Dân số
- Dân số năm 2000: 6109 người.
- Dân số năm 2010: 6121 người.